# Вацлав Пелікан
Вацлав Пелікан (Вацлав Вацлавович Пелікан, Венцеслав Венцеславович Пелікан, пол. Wacław Pelikan; 11 вересня 1790, Слонім — 9 (21) червня 1873, маєток Пелікани, нині Борисовський район, Білорусь) — польський медик, хірург; державний і громадський діяч Російської імперії; ректор Віленського університету (1826—1832). Дійсний таємний радник.

## Біографія
Народився в 1790 році у Слонімі в шляхетній сім'ї. Навчався у Віленському університеті (1809) та Імператорській медико-хірургічній академії в Санкт-Петербурзі (1813, нині Військово-медична академія імені С. М. Кірова). Після закінчення навчання залишився працювати ад'юнктом на кафедрі хірургічної патології і клініки зовнішніх хвороб у Віленському університеті до 1817 року. Після отримання ступеня доктора медицини за наукову роботу „Dissertatio medico chirurgica inauguralis de aneurysmate...“ (1816, дисертація опублікована в 1815 році в Санкт-Петербурзі) був призначений професором хірургії (з 1817 року), потім і професором анатомії (з 1820 року) у Віленському університеті.
Зблизився з попечителем Віленського навчального округу М. М. Новосильцевим, став його довіреною особою, організував кілька гучних політичних справ у Віленській навчальній окрузі, заохочував доноси. У 1824 році очолив особливий комітет для складання нових статутів навчальних закладів Віленської навчальної округи і Віленського університету. Фактично, з жовтня 1824 року В. Пелікан став першою особою Віленського університету, виконуючи обов'язки ректора. Формально ректором Віленського університету був затверджений з 1826 року довічно (фактично до припинення діяльності навчального закладу в 1832 році). З 1829 року був також головою Віленського цензурного комітету.
Під час Листопадового повстання Вацлаву Пелікану було доручено облаштування військового госпіталю у Вільно для поранених.
Також В. Пелікан займав посаду інспектора Міністерства внутрішніх справ (1831—1837). Брав участь в комісії про заснування Віленської медико-хірургічної академії, утвореної з медичного факультету Віленського університету.

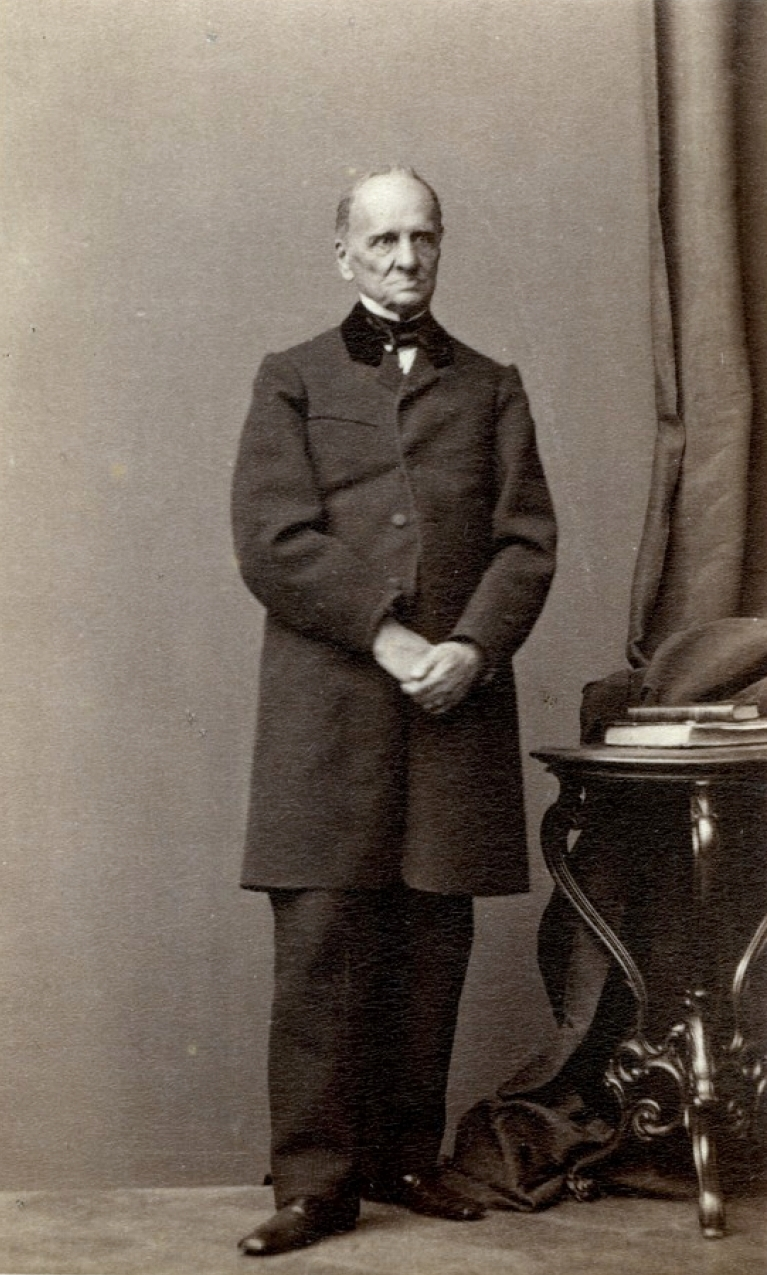
Вацлав Пелікан, 1865 рік

У 1838 році був призначений головним лікарем Московського військового госпіталю. З 1846 року — директор медичного департаменту Військового міністерства; в 1851—1854 роках — голова медичної ради і Ветеринарного комітету, одночасно — президент Медико-хірургічної академії (1851—1864), голова Державної медичної ради (1865—1870).
Удостоєний чинів дійсного статського радника (1830 рік), таємного радника (1848 рік), дійсного таємного радника (1870 рік).
За заслуги В. Пелікану був наданий маєток у Самарській губернії площею 4037 десятин.

## Наукова діяльність
Крім наукових статей, опублікованих у віленському «Щоденнику медицини, хірургії та фармації» („Dziennik medycyny, chirurgii i farmacji“) зокрема, про застосування електрики в медицині, і декількох інших праць, В. Пелікан видав у 1823 році підручник „Myologija czyli nauka o muszkulach ciała ludzkiego“.
Був обраний почесним членом віленського і варшавського медичних товариств, курляндського товариства словесності й наук.
Особливо зобов'язана В. Пелікану своїм удосконаленням ветеринарія, як військова, так і цивільна; так, за його участю було значно покращено ветеринарне відділення при Медико-хірургічній академії, удосконалені ветеринарні інститути та засноване перше в Росії друковане періодичне видання з ветеринарії — «Архів ветеринарних наук».